# Agrilus indigaceus
Agrilus indigaceus é uma espécie de inseto do género Agrilus, família Buprestidae, ordem Coleoptera.
Foi descrita cientificamente por Deyrolle, em 1864.